# 美丽的困境
美丽的困境是俄罗斯裔保加利亚歌手克里斯蒂安·科斯托夫的歌曲，由鲍里斯拉夫·米兰诺夫、塞巴斯蒂安·阿曼、乔基姆·鲍·皮尔森、阿历克斯·阿曼、亚历山大·V·布莱利共同創作，维珍唱片於2017年3月13日釋出。歌曲代表保加利亚參與在烏克蘭基輔舉辦的2017年欧洲歌唱大赛，最終以615分拿下亞軍，這是保加利亚參賽以來獲得最高的分數。

## 製作與發行
美丽的困境是首民謠歌曲。科斯托夫形容它為真實、有趣的。歌曲時長3分鐘，以
拍的C大調創作，每分鐘126拍，美丽的困境於2016年11月開始創作，由鲍里斯拉夫·米兰诺夫、塞巴斯蒂安·阿曼、乔基姆·鲍·皮尔森、阿历克斯·阿曼、亚历山大·V·布莱利共同創作。
歌曲於2017年3月13日釋出，混音版於同年5月12日推出，國風版於2019年2月14日發行，後收錄至迷你專輯《开场白》中，它在《歌手2019》首次亮相，該版本融入二胡和中國鼓等傳統樂器。

## 歐洲歌唱大賽

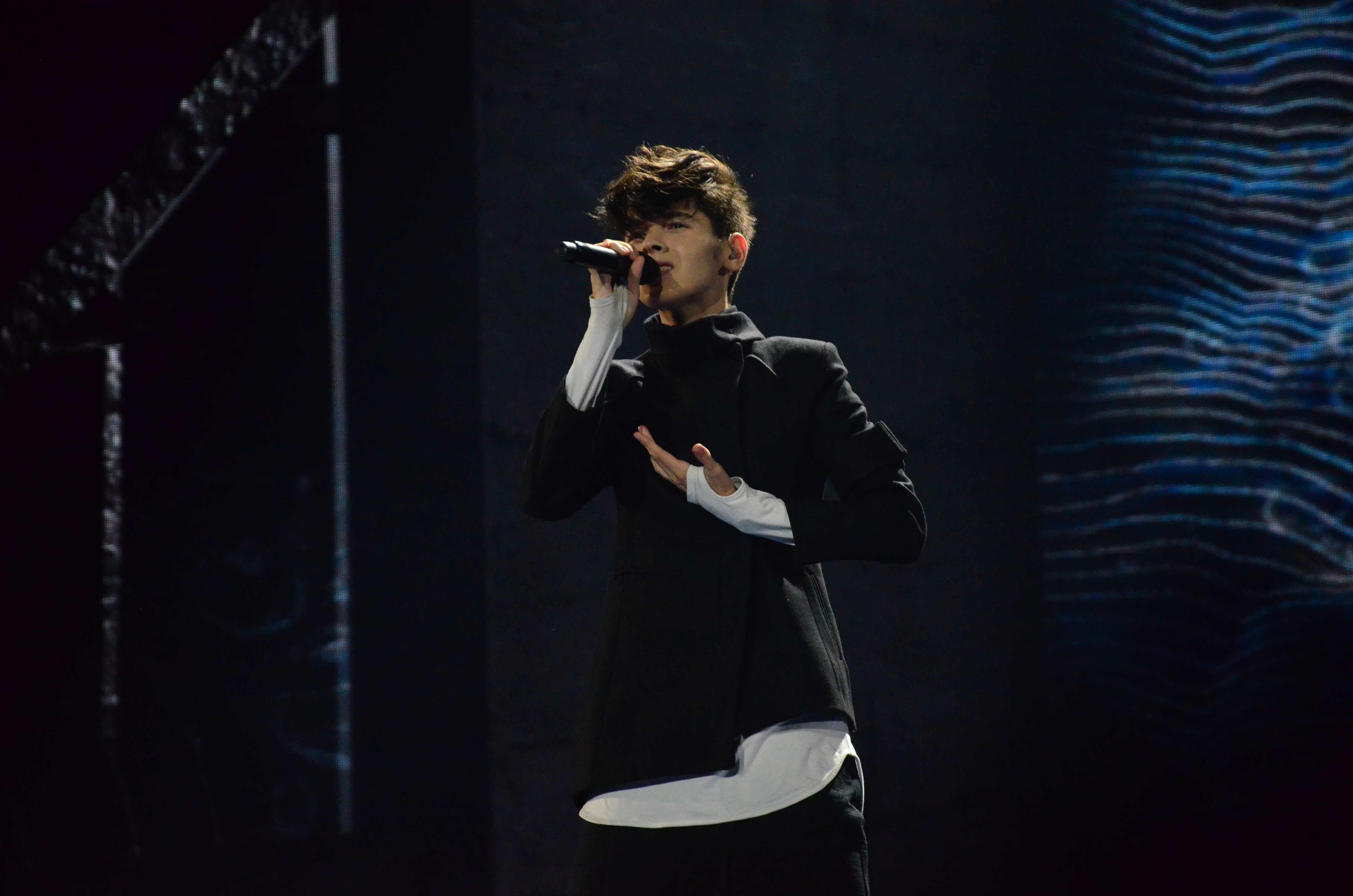
克里斯蒂安·科斯托夫在2017年歐洲歌唱大賽

2016年12月22日，保加利亚国家电视台（BNT）向国内的音乐制作人和唱片公司公开征求参加2017年欧洲歌唱大赛的作品，提交截止日期為2017年1月20日。於隔年1月25日公布候选名单，共有六首作品入围。2月7日，入围歌曲剩下三首。最終選擇美丽的困境，並宣布克里斯蒂安·科斯托夫將代表保加利亚參戰2017年歐洲歌唱大賽，科斯托夫是保加利亚歷來最年輕的選手，年僅17歲，不少人批評科斯托夫無法勝任國家代表，想讓國家選擇更年長的選手。
本屆欧洲歌唱大赛於烏克蘭基輔國際展覽中心舉行，美丽的困境經過「半決賽分配抽籤」被安排在5月11日舉行的第二場半決賽（Semi-final 2），科斯托夫在聚光燈下演唱美丽的困境。《20分鐘報》的法比恩·龍丹（Fabien Randanne）稱讚舞台演出嘆為觀止。Eurovision.de表示儘管他是比賽最年輕的選手，但歌聲方面卻是今晚最強的選手之。
科斯托夫以403分獲得第二場半決賽冠軍，成功進入決賽。在13日的決賽，科斯托夫以評審得分278分，觀眾得分337分，合計得分615分獲得2017年歐洲歌唱大賽冠軍，是保加利亚在欧洲歌唱大赛史上最好的成绩。

## 專業評價
Wiwibloggs的內部評審團給予歌曲7.25/10分，評論對科斯托夫的聲音感到印象深刻，認為歌曲很好的襯托出他的青春與明星光環，但音樂本身單調、冷淡，無法讓人動情。《亮点》形容歌曲感性、動人、美麗。《巴黎競賽》將其選為「10位最喜歡的2017年歐洲歌唱大賽選手」，英国广播公司評為「8首年度關注歌曲」之一。將歌曲列為「2010年代百大歐洲歌唱大賽歌曲」第59名，評論稱科斯托夫用細膩成熟的方式面對愛情的不完美，沉悶的中音在副歌中傳遞出脆弱和沮喪，並為保加利亞帶來了他們有史以來最好的成果。

## 曲目列表
| 数字下载 | 数字下载       | 数字下载 |
| 曲序     | 曲目           | 时长     |
| -------- | -------------- | -------- |
| 1.       | Beautiful Mess | 3:00     |

| 数字下载 | 数字下载                                      | 数字下载 |
| 曲序     | 曲目                                          | 时长     |
| -------- | --------------------------------------------- | -------- |
| 1.       | Beautiful Mess                                | 3:00     |
| 2.       | Beautiful Mess (Instrumental)（Instrumental） | 3:00     |

| 混音单曲 | 混音单曲                                   | 混音单曲 |
| 曲序     | 曲目                                       | 时长     |
| -------- | ------------------------------------------ | -------- |
| 1.       | Beautiful Mess（Hit the Floor Remix）      | 4:24     |
| 2.       | Beautiful Mess（Baron Grand Sunset Remix） | 3:21     |

| 数字下载 | 数字下载                            | 数字下载 |
| 曲序     | 曲目                                | 时长     |
| -------- | ----------------------------------- | -------- |
| 1.       | Beautiful Mess（Inspired By China） | 4:47     |

## 榜单表现
| 排行榜（2017年）                   | 排名 |
| ---------------------------------- | ---- |
| 奧地利（Ö3四十強單曲榜）           | 60   |
| 比利时佛兰德（Ultratop榜外單曲榜） | 32   |
| 保加利亞（Prophon）                | 2    |
| 法国（法國唱片出版業公會下載榜）   | 160  |
| 匈牙利（四十強單曲榜）             | 19   |
| 冰島（RÚV）                        | 12   |
| 荷蘭（荷蘭百大單曲榜）             | 91   |
| 俄罗斯（Tophit）                   | 457  |
| 蘇格蘭（官方榜单公司單曲榜）       | 75   |
| 瑞典（瑞典最熱榜）                 | 51   |
| 瑞士（瑞士热门音乐榜）             | 85   |
| 英國（官方榜单公司下載榜）         | 73   |

| 排行榜（2019年）                     | 排名 |
| ------------------------------------ | ---- |
| 中國大陸（《中国公告牌》音乐单曲榜） | 57   |